# Forges de Clavières
Les forges de Clavières, à Ardentes, ont été créées en 1666 par les princes de Condé et en particulier Henri-Jules de Bourbon-Condé. Ce fut l'un des établissements industriels les plus importants de l'ancien régime grâce aux privilèges de fourniture des arsenaux, mais ensuite elles stagnèrent, puis déclinèrent au long du XIXe siècle pour fermer en 1874, pour ne laisser pratiquement aucune trace.

## Historique
Les forges de Clavières, furent créées en 1666 par les princes de Condé avec l'aide de financiers bretons pour utiliser les ressources en bois des 10 000 hectares de la forêt de Châteauroux, les ressources hydrauliques de l'Indre et le minerai de fer abondant à cet endroit.
En 1671, deux affineurs de Senonches sont venus mettre en route l'usine de Clavières en Berry, à la demande du Grand Condé, lequel avait déjà, un an auparavant, envoyé des affineurs de Bretagne, à Dampierre-sur-Blevy (commune de Maillebois en Eure-et-Loir, où il avait fait bâtir en 1669 les forges de Moisdon-la-Rivière (Forges Neuves), près de Chateaubriant.
Les forges de Clavières restèrent la propriété des Condés jusqu'en 1738 avant d'être réintégrées dans le domaine royal, puis plus tard données en apanage par Louis XVI au comte d'Artois (Charles de Bourbon futur Charles X) en 1777.
Elles étaient décrites ainsi : « Une fournaise rougeoyante illuminait les nuages, un martèlement sourd ébranlait les murs et une odeur persistante de charbon pénétrait toutes les demeures. Pendant plus de deux siècles, de 1670 à 1874, la vallée de l'Indre entre Châteauroux et Ardentes a vécu au rythme de la Forge Haute, de la Forge Basse et de la Forge de l'Isle ».
Les forges de Clavières étaient formées de trois sites répartis sur la paroisse d'Ardentes :
- La Forge-Haute
- la Forges-Basse
- la Forges de l'Isle

La direction opérationnelle fut confiée à un maître de forge avec un bail de 9 ans, mais la gestion resta l'affaire de la Ferme générale et donc aux mains de financiers et en particulier des fermiers généraux et constitua ainsi une part non négligeable des revenus du Duché du Berry.
Aux fondateurs bretons, succédèrent en affermage par arrêté royal de 1736 , Mathieu Clément, puis rapidement Claude Leblanc de Marnaval, originaire de Saint-Dizier en Haute-Marne, qui possédait au XVIIIe siècle la terre et les forges du Buisson, mais qui acquit le château de Clavières. Puis en 1753, la direction fut prise par son fils Claude Charles François Leblanc de Marnaval, qui développe et administre avec succès les forges jusqu'en 1774 en profitant du négoce du bois et du métal avec l'Amérique du Nord, en particulier avec le Canada  grâce à l’appui des Princes de Condé et la création de compagnies maritimes (Compagnie des Indes Il bénéficia surtout du monopole accordé en 1756 aux "Forges de Clavières" par le ministre de la marine Jean-Baptiste de Machault d'Arnouville pour la livraison aux arsenaux de Rochefort de "tout le fer nécessaire pour 6 années", avec exemption des droits de fermage et de péage.
En outre, en 1763, Un arrêté du roi permettait de mettre une marque officielle sur les produits pour éviter les contrefaçons et garantir le monopole .
En 1670, les forges furent donc parmi les plus importantes du royaume avec une activité florissante liée en particulier à celle de la fonderie de canon d'Étrechet . Elles employèrent jusqu'à 700 personnes, même si les forgerons proprement dits, qui vivaient sur la forge ne représentaient que 10 % des personnels. La plupart des employés travaillaient en amont pour l'extraction et le transport du minerai, puis la préparation du charbon de bois et vivaient souvent dans la forêt ou en lisière dans des « loges » à Clavières. Le minerai utilisé par les forges venait de Diors et de Sainte-Fauste.
L'ascension de Marneval semblait sans limite et il a fait construire le château de Bouges sur la commune de Bouges-le-Château dans le département de l'Indre et la région Centre-Val de Loire.
Libéré de toute concurrence et protégé par un bail d'exploitation de 18 ans par un Édit du Conseil du Roi de 1771, il excita les jalousies et il tomba sous le coup d'un Arrêt du Conseil du 13 aout 1773, accusé de détournement de fonds. Il fut dessaisi au profit de Jean-François de Barandier Montmayeur, qui obtient la concession du Duché de Châteauroux.
Le Blanc de Marnaval dut se déclarer en faillite en 1778 pour régler ses créanciers. Ruiné, Marneval s'installa dans la paroisse de Saint-Denis à Châteauroux, puis il se retira alors sur la métairie de Boisseloup sur la commune de Baudres, jusqu'à sa mort, le 7 avril 1803.
En 1792, la famille Grenouillet succéda à Le Blanc de Marneval puis M. Grétré, maitre de forges, acheta le château de Clavière comme bien national et le revendit en 1826 à Aubertot, un autre maître de forges[réf. souhaitée].
Comme la plupart des forges de l'Indre, les forges de Clavières stagnèrent au travers de la tourmente révolutionnaire puis déclinèrent au long du XIXe siècle, faute de production suffisante du charbon de bois mais surtout concurrencées par les hauts fourneaux alimentés par la houille, technique qui devient la norme. Les forges de Clavière finirent par fermer définitivement en 1874, ne laissant qu'une simple activité de fabrication de charbon de bois.

## vestiges

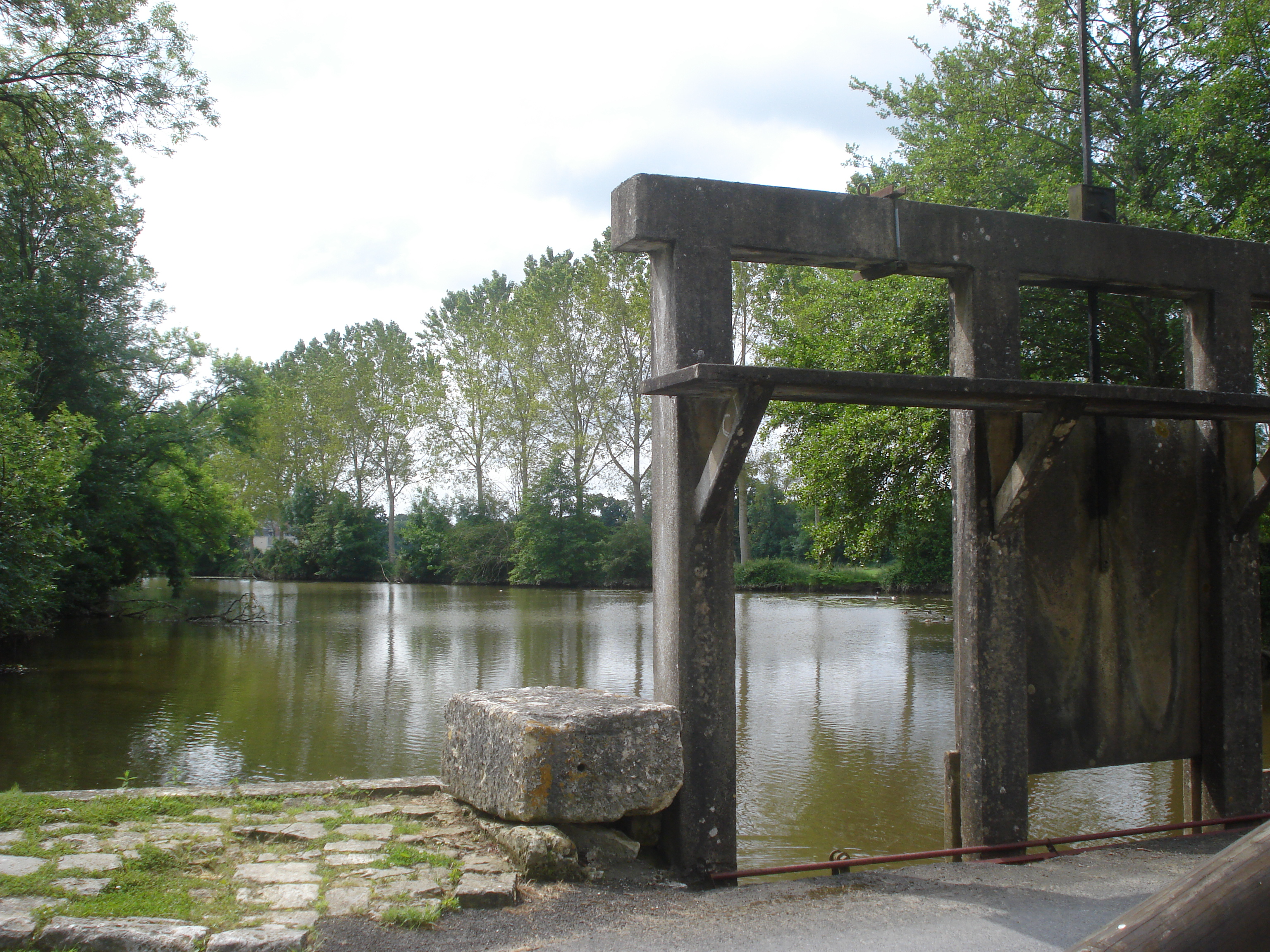
Le pont-écluse de Clavières.

Aujourd’hui, il ne reste pratiquement plus rien des bâtiments, qui connurent tant d’activité. Seule la retenue d’eau de Clavières conserve encore ses «pelles» de la «Forge Basse» .
«La Forge Haute» a gardé son ancienne boulangerie, dont le four restauré est quelquefois utilisé lors des festivités. Il existe aussi quelques vestiges des anciens logements des ouvriers et des murs de pierres construits pour domestiquer la rivière et produire de l’énergie hydraulique.
Quelques aquarelles ou croquis réalisés plus tard par André des Gachons témoignent également de l’influence de cette activité sur le paysage d'Ardentes, immortalisé par les peintres.